# 包博乔
包博乔（匈牙利語：Babócsa）是匈牙利绍莫吉州所辖的一个村。总面积30.99平方公里，总人口1605，人口密度51.8人/平方公里（2011年1月1日）。